# (2836) Sobolev
Pour les articles homonymes, voir Sobolev.
(2836) Sobolev est un astéroïde de la ceinture principale.

## Description
(2836) Sobolev est un astéroïde de la ceinture principale. Il fut découvert le 22 décembre 1978 à Naoutchnyï par Nikolaï Tchernykh. Il présente une orbite caractérisée par un demi-grand axe de 3,00 UA, une excentricité de 0,10 et une inclinaison de 9,7° par rapport à l'écliptique.

## Compléments